# Marne (rivière)
Pour les articles homonymes, voir Marne.
La Marne est une rivière française située à l'est du Bassin parisien et longue de 514,26 km. Elle représente à ce titre la plus longue rivière de France. C'est le principal affluent de la Seine : elle prend sa source sur le plateau de Langres, à Balesmes-sur-Marne, sur la commune de Saints-Geosmes (Haute-Marne) et se jette dans la Seine entre Charenton-le-Pont et Alfortville (Val-de-Marne) dans le quartier de Conflans-l'Archevêque. Son nom est intégré à celui de quatre départements français.

## Hydronymie
Le nom de la rivière est mentionné sous les formes Matrona au Ier siècle (César) ; Materna fluvius en 632 ; Fluvium Maternae vers 670 ; Fluvium Matrena vers 700 ; Matrona en 846 ; Materna en 1096 ; Maderna en 1158 ; Marna en 1185 ; Aqua Materne en 1254 ; « Le fleuve de Marne » en 1281.
Son nom est issu du gaulois *Mātronā « la grande mère » (nom divin, apparenté au personnage mythologique gallois Modron). *Mātronā est un dérivé du gaulois mātīr « mère ».

## Départements et principales villes traversés
- Haute-Marne : Langres, Chaumont, Saint-Dizier
- Marne : Vitry-le-François, Châlons-en-Champagne, Épernay
- Aisne : Château-Thierry
- Seine-et-Marne : La Ferté-sous-Jouarre, Meaux, Nanteuil-lès-Meaux, Esbly, Chessy, Montévrain, Thorigny-sur-Marne, Lagny-sur-Marne, Saint-Thibault-des-Vignes, Torcy, Vaires-sur-Marne, Noisiel, Chelles, Champs-sur-Marne
- Seine-Saint-Denis :  Gournay-sur-Marne, Neuilly-sur-Marne, Noisy-le-Grand, Neuilly-Plaisance
- Val-de-Marne : Bry-sur-Marne, Le Perreux-sur-Marne, Nogent-sur-Marne, Joinville-le-Pont, Champigny-sur-Marne, Chennevières-sur-Marne, Saint-Maur-des-Fossés, Sucy-en-Brie, Bonneuil-sur-Marne, Créteil, Maisons-Alfort, Saint-Maurice, Alfortville et Charenton-le-Pont au confluent avec la Seine.

## Principaux affluents
- la Traire (rd) 29 km
- la Suize, 48,6 km
- le Rognon (rd) 73,3 km
- la Blaise (rg) 85,5 km
- la Moivre (rd) 22,8 km
- la Saulx (rd) 115,4 km
- le Fion, 21,3 km
- la Coole 30,2 km
- la Somme-Soude (rg) 59,9 km
- l'Ourcq (rd) 87 km
- la Thérouanne (rd) 23,3 km
- le Surmelin (rg) 41,5 km
- le Petit Morin (rg) 86 km
- le Grand Morin (rg) 120 km
- la Beuvronne (rd) 23,9 km
- la  Gondoire  12,1 km
- la Chantereine 7,4 km

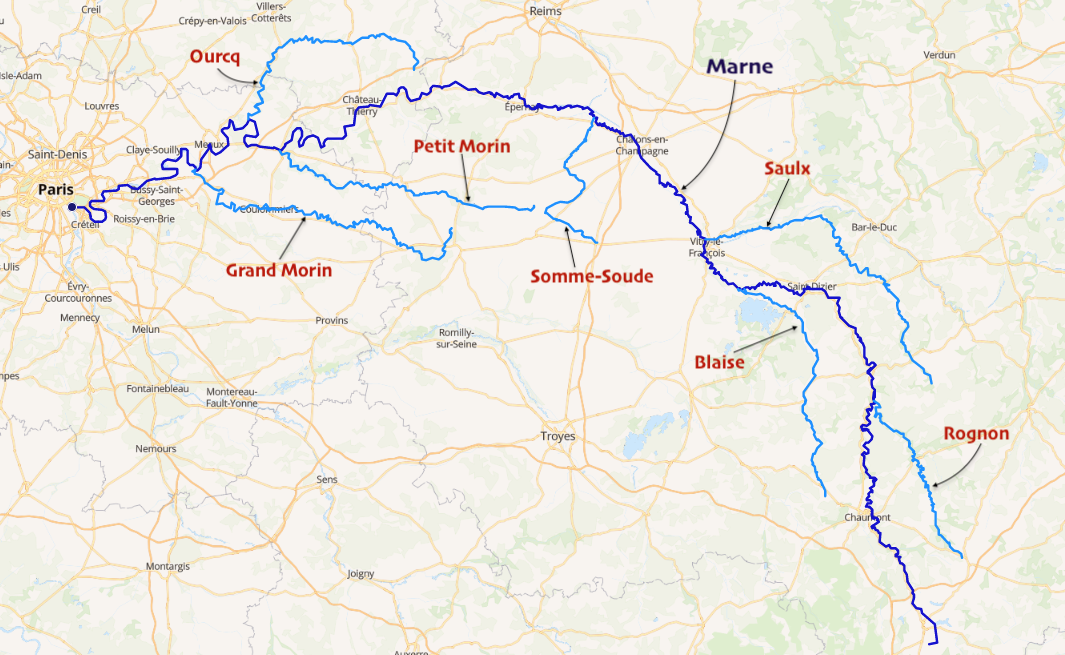
Le cours de la Marne et de ses affluents de plus de 50 km.

- La Guenelle 30,1 km et son principal affluent la Charonne ou Chéronne 11,4 km

## Hydrologie

### Après le lac du Der-Chantecoq

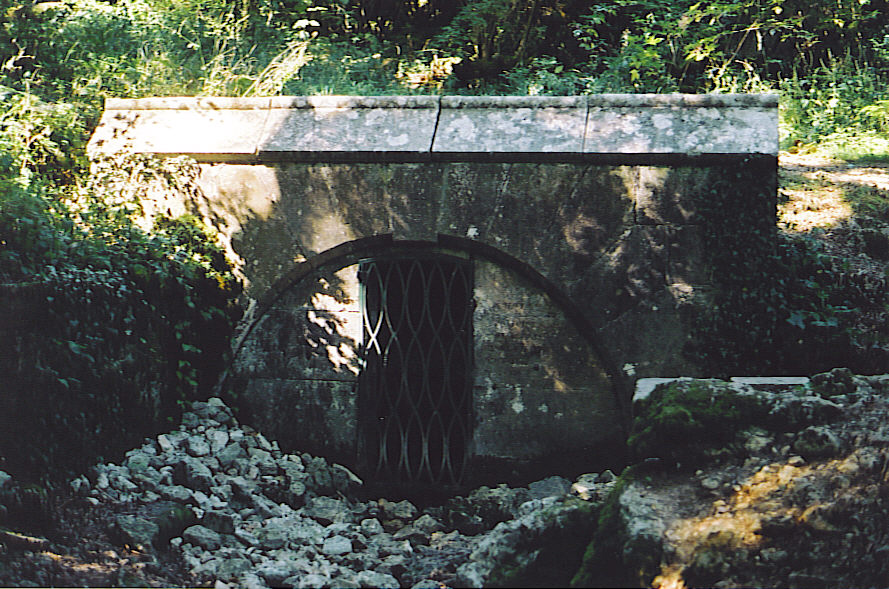
Source de la Marne.

À Frignicourt, commune de l'arrondissement de Vitry-le-François, située entre le grand lac du Der-Chantecoq et le confluent avec la Saulx, le débit moyen annuel de la Marne, calculé sur 48 ans (de 1959 à 2006), est de 39,9 m3/s pour une surface de bassin de 3 290 km2. La rivière présente des fluctuations de débit saisonnières, mais dans l'ensemble on peut dire que son débit est assez régulier. Elle est puissamment régularisée depuis la création du grand lac du Der-Chantecoq. Au total, à Frignicourt, la Marne est déjà une rivière puissante bien alimentée par les précipitations relativement abondantes de la Champagne humide.
Les hautes eaux sont hivernales et atteignent des moyennes mensuelles de 50 à 61 m3/s, de décembre à avril inclus. Les basses eaux d'été, qui vont de juin à août atteignent leur minimum moyen en juin avec 21,8 m3/s. Avant la création du lac, le minimum s'établissait en juillet et était de 14,7 m3/s.
La lame d'eau écoulée dans le bassin est de 383 millimètres annuellement, soit nettement plus que la moyenne du bassin de la Marne ou de la Seine. Le débit spécifique (ou Qsp) se monte à 12,1 litres par seconde et par kilomètre carré de bassin.
Durant cette période de 48 ans, le débit instantané maximal enregistré a été de 448 m3/s, le 12 avril 1983.

### À Châlons-en-Champagne

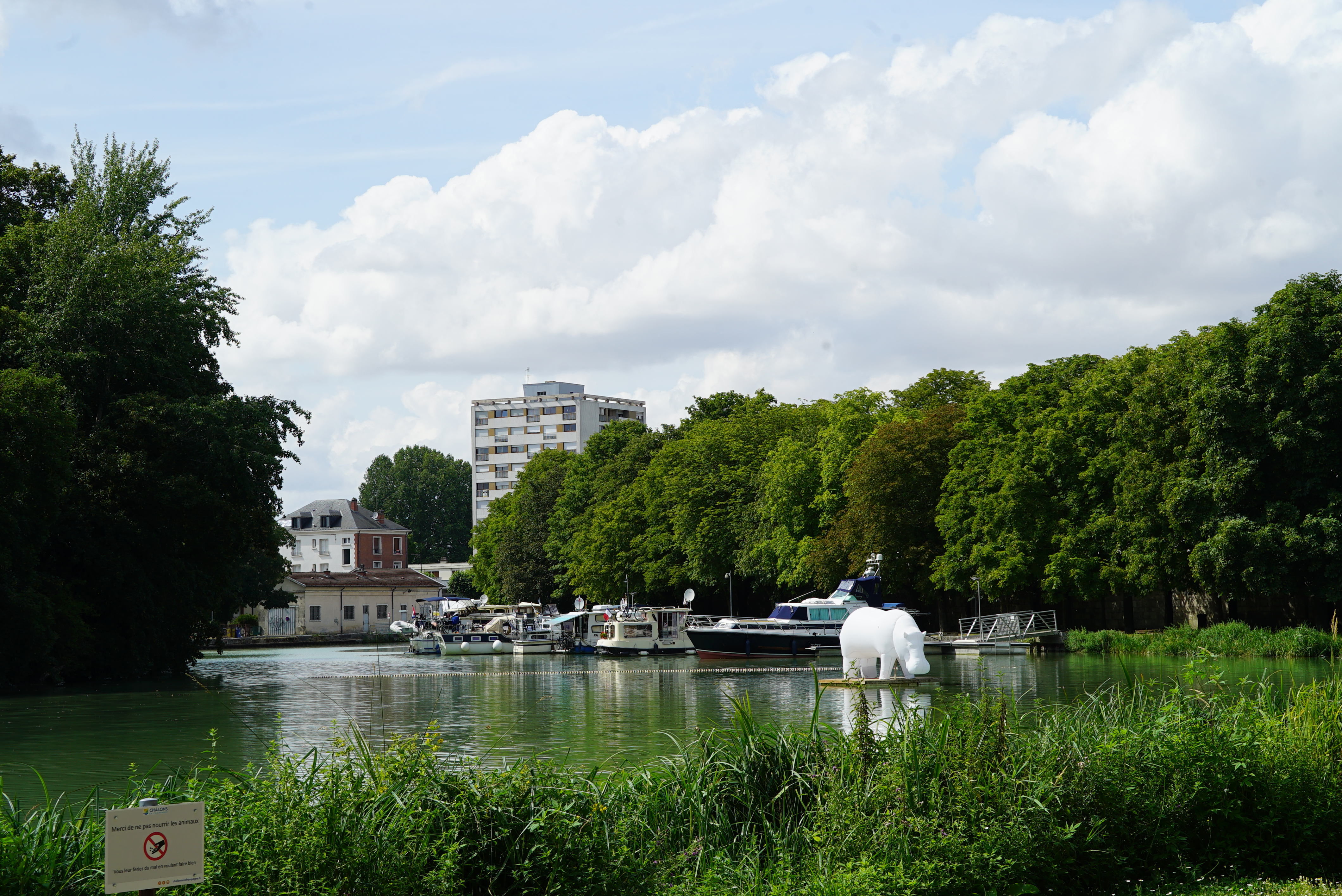
Port sur la Marne à Châlons.

Après avoir reçu les eaux de son plus important affluent, la Saulx (25,3 m3/s), la Marne est devenue une puissante rivière de plaine. À Châlons-en-Champagne, le débit moyen annuel de la Marne, calculé sur 50 ans (de 1957 à 2006), est de 72,5 m3/s pour une surface de bassin de 6 280 km2. Le débit de la rivière présente les mêmes variations saisonnières, tout en restant assez régulier.
Les hautes eaux hivernales atteignent des moyennes mensuelles de 103 à 130 m3/s, de décembre à mars inclus, avec un maximum en janvier-février. Les basses eaux d'été, qui vont de juin à septembre atteignent leur minimum moyen en août avec 34,3 m3/s.
La lame d'eau écoulée dans cette portion de bassin est de 365 millimètres annuellement, toujours nettement plus que la moyenne de la totalité du bassin de la Marne ou de la Seine. Le débit spécifique ou Qsp se monte à 11,5 litres par seconde et par kilomètre carré de bassin.
Durant cette période de 50 ans, le débit journalier maximal enregistré a été de 640 m3/s, le 27 février 1958.

### À l'entrée de Paris - Gournay-sur-Marne

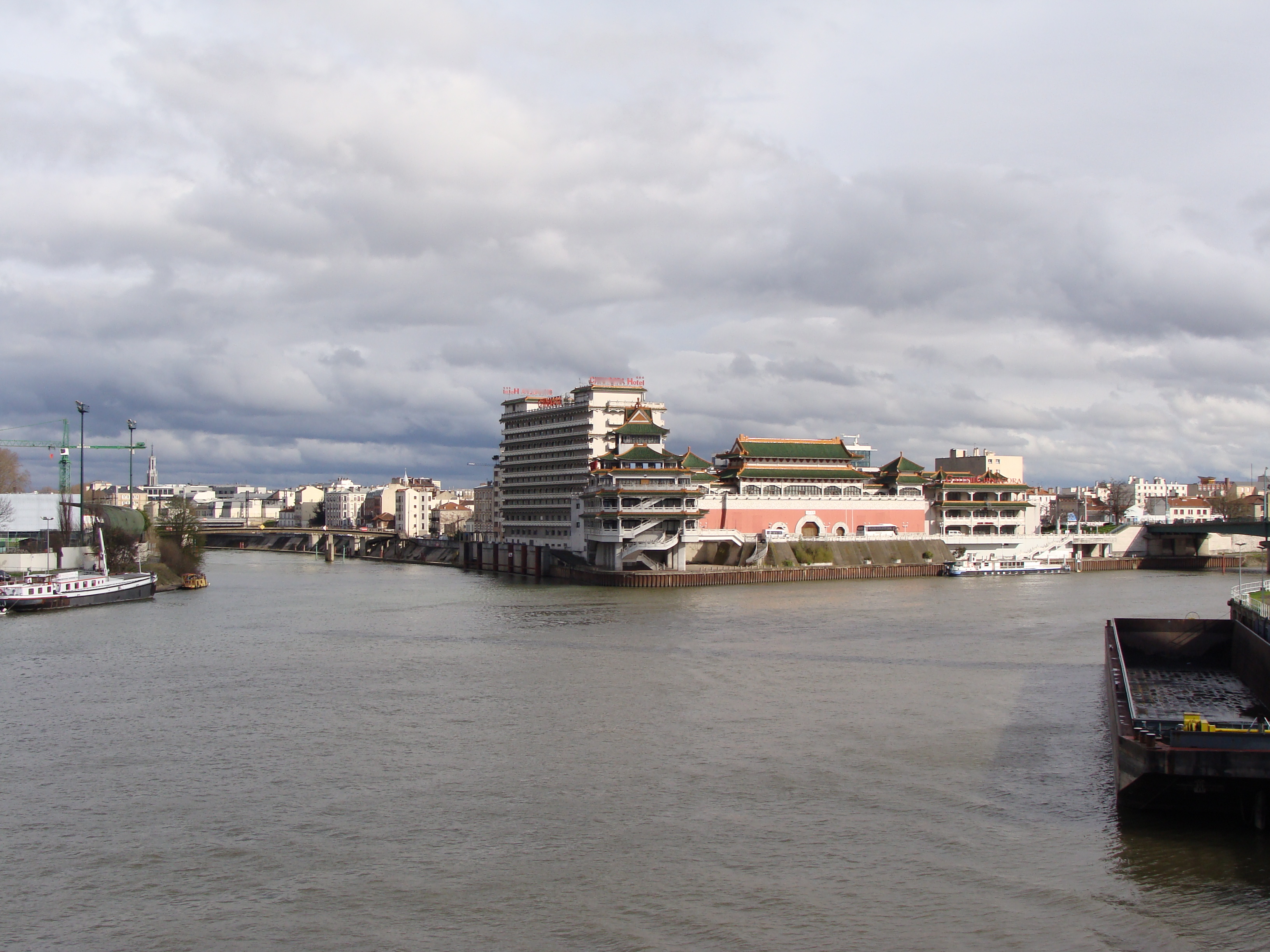
Confluent de la Marne (à gauche) et de la Seine (à droite) à Alfortville dans l'agglomération parisienne avec le complexe Huatian Chinagora au centre.

Le débit moyen annuel de la Marne, calculé sur 35 ans (de 1974 à 2008 à Gournay-sur-Marne localité toute proche de son confluent avec la Seine), est de 110 m3/s pour une surface de bassin de 12 660 km2. La rivière présente des fluctuations de débit saisonnières.
Les hautes eaux sont hivernales et atteignent en moyenne de 143 à 183 m3/s, de décembre à avril inclus. Les maigres d'été, qui vont de juin à septembre voient le débit moyen chuter à 56 m3/s au mois d'août.
Le VCN3 peut chuter jusque 20 m3/s, en cas de période quinquennale sèche.
D'autre part les crues peuvent être assez importantes. En effet, le débit instantané maximal enregistré a été de 550 m3/s le 1er avril 1983, tandis que la valeur journalière maximale était de 544 m3/s le 31 mars 2001. Le QIX 10 est de 510 m3/s, le QIX 20 de 570 m3/s et le QIX 50 de 650 m3/s. Les QIX 2 et QIX 5 valent respectivement 360 et 450 m3/s. D'où il ressort que les crues d'avril 1983 et de mars 2001, dont il a été question plus haut, n'étaient même pas vicennales en théorie, et donc pas du tout exceptionnelles. Mais les calculs de type QIXn sont très théoriques, ils ont été souvent démentis par les données historiques.
À titre de comparaison, le QIX 10 de l'Yonne à Montereau-Fault-Yonne vaut 710 m3/s, tandis que son QIX 50 est de 960 m3/s.
La lame d'eau écoulée dans le bassin est de 274 millimètres annuellement (exactement comme l'Yonne). Le débit spécifique ou Qsp se monte dès lors à 8,7 litres par seconde et par kilomètre carré de bassin, ce qui est assez supérieur à la moyenne du bassin versant de la Seine.
Sur les 328 mètres cubes roulés chaque seconde par la Seine à Paris, un tiers est donc dû à la Marne.

### Débits des cours d'eau du bassin de la Marne
| Nom           | Localité                | Débits en m3/s | Débits en m3/s | Débits en m3/s | Débits en m3/s | Débits en m3/s | Débits en m3/s | Débits en m3/s | Côte max (m) | Max. instant. | Max. journ. | Lame d'eau (mm) | Surface (km2) |
| Nom           | Localité                | Module         | VCN3 (étiage)  | QIX 2          | QIX 5          | QIX 10         | QIX 20         | QIX 50         | Côte max (m) | Max. instant. | Max. journ. | Lame d'eau (mm) | Surface (km2) |
| ------------- | ----------------------- | -------------- | -------------- | -------------- | -------------- | -------------- | -------------- | -------------- | ------------ | ------------- | ----------- | --------------- | ------------- |
| Marne         | Marnay-sur-Marne        | 3,70           | 0,520          | 40             | 47             | 52             | 56             | 62             | 3,27         | 49,7          | 44,2        | 325             | 360           |
| Traire        | Louvières               | 1,57           | 0,018          | 24             | 33             | 39             | 45             | -              | 2,90         | 32,3          | 27,1        | 492             | 101           |
| Suize         | Chaumont                | 0,79           | 0              | 8,3            | 11             | 13             | 15             | -              | 1,68         | 16,6          | 15,7        | 173             |               |
| Rognon        | Doulaincourt            | 9,23           | 0,490          | 83             | 120            | 140            | 160            | 180            | 2,69         | 144           | 134         | 476             | 614           |
| Marne         | Saint-Dizier            | 26,60          | 1,200          | 180            | 260            | 310            | 350            | 420            | 3,98         | 394           | 496         | 353             | 2 380         |
| Der-Chantecoq | (lac de régularisation) |                |                |                |                |                |                |                |              |               |             |                 |               |
| Marne         | Frignicourt             | 39,90          | 3,400          | 170            | 220            | 260            | 290            | 340            | 3,57         | 448           | 376         | 383             | 3 290         |
| Saulx         | Vitry-en-Perthois       | 25,70          | 1,100          | 140            | 200            | 230            | 260            | 300            | 4,17         | 278           | 273         | 387             | 2 100         |
| Marne         | Châlons-en-Champagne    | 72,50          | 6,000          | 340            | 470            | 550            | 640            | 740            | 3,81         | -             | 640         | 365             | 6 280         |
| Surmelin      | Saint-Eugène            | 2,70           | 0,570          | 30             | 44             | 54             | 63             | 75             | 2,60         | 47,7          | 46          | 188             | 454           |
| Petit Morin   | Jouarre                 | 3,39           | 0,570          | 17             | 24             | 29             | 34             | 39             | 3,05         | 67,3          | 62,3        | 177             | 605           |
| Ourcq         | Chouy                   | 2,12           | 0,530          | 12             | 17             | 20             | 23             | -              | 2,21         | 20,9          | 19,6        | 194             | 345           |
| Thérouanne    | Congis                  | 0,60           | 0,260          | 2,2            | 3,2            | 3,9            | 4,5            | 5,4            | 1,24         | 11,2          | 7,7         | 114             | 167           |
| Grand Morin   | Montry                  | 7,61           | 2,000          | 57             | 90             | 110            | 130            | -              | 3,96         | 144           | 135         | 202             | 1 190         |
| Beuvronne     | Compans                 | 0,41           | 0,130          | 2              | 3              | 3,7            | 4,4            | -              | 1,48         | 4,5           | 3,4         | 134             | 98            |
| Marne         | Gournay-sur-Marne       | 110,00         | 20,000         | 360            | 450            | 510            | 570            | 640            | 5,66         | 550           | 544         | 273             | 12 660        |

### Crues et étiages
2018

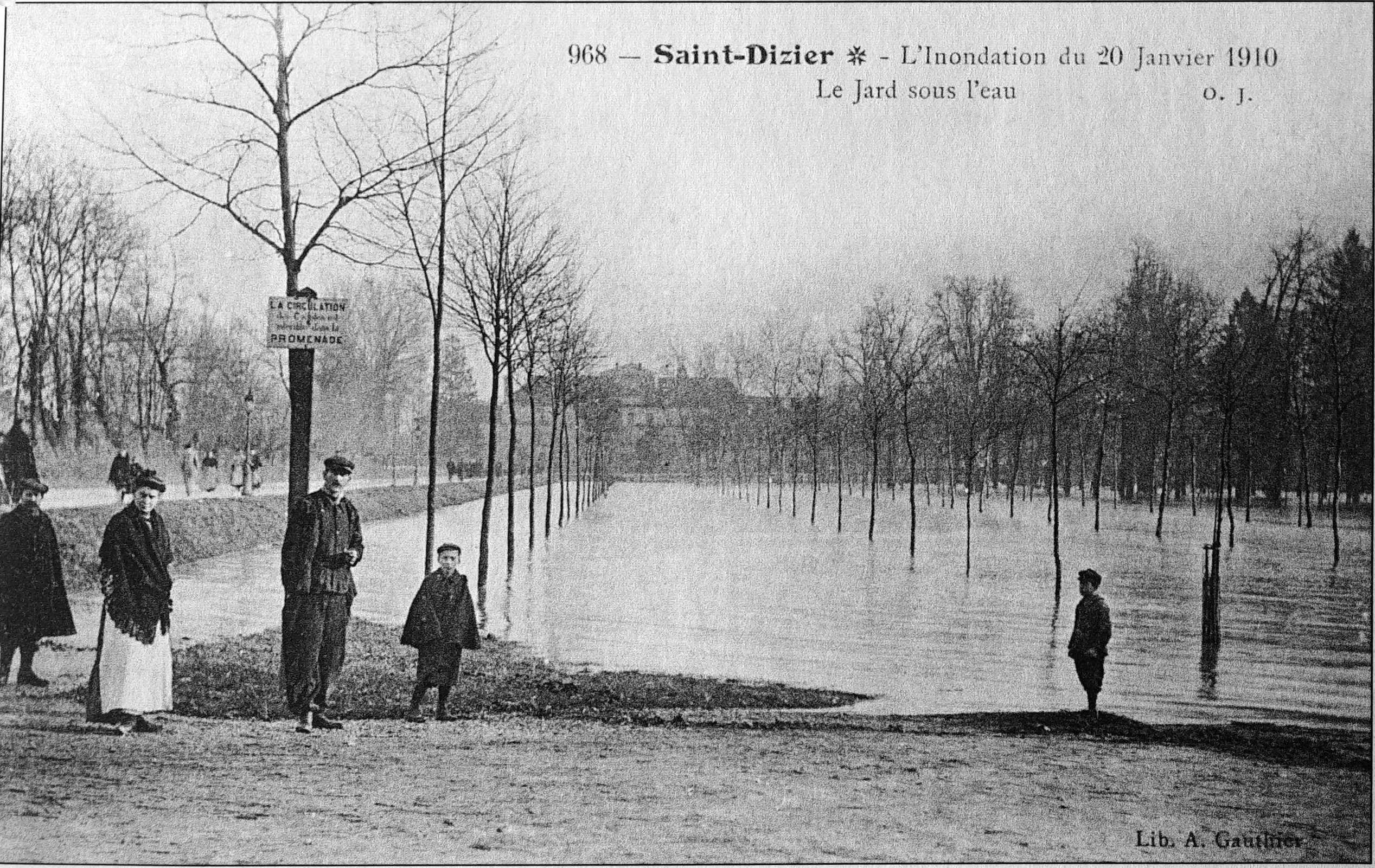
Saint-Dizier a les pieds dans l'eau, 1910.

À la suite d'un automne et un hiver particulièrement pluvieux, la Marne a été en crue pendant la première moitié du mois de février 2018.
1910
La pluviosité et la fonte des neiges ont entrainé les crues dans la Marne en 1910.

## Qualité microbiologique de l'eau
La qualité microbiologique de l'eau de la Seine fait l'objet d'un suivi dont un bilan a été publié en 2016 dans la perspective de la baignade dans la Seine et la Marne et d'épreuves olympiques aquatiques en 2024.
La pollution a conduit à l'interdiction de la baignade dans les années 1970 portant un coup au tourisme autour des guinguettes. Les investissements des collectivités locales et de l’État rendent possibles la réouverture de sites de baignade à compter de l'été 2025 dans Val-de-Marne et à Paris, puis dès 2026 à Neuilly-sur-Marne.
Le syndicat mixte Marne Vive défend le retour de la baignade dans la Marne en région parisienne, en parallèle de la gestion du schéma d'aménagement et de gestion des eaux « Marne Confluence » sur un territoire regroupant notamment trois établissements publics territoriaux de la métropole du Grand Paris (Grand Paris - Grand Est, Grand Paris Sud Est Avenir, Paris-Est-Marne et Bois) et la communauté d'agglomération Paris - Vallée de la Marne,.

## Gestion administrative
Le SAGE « Marne Confluence » a été approuvé le 2 janvier 2018. Il couvre la partie aval du bassin versant de la Marne à cheval sur les départements de Seine-et-Marne, de Seine-Saint-Denis et du Val-de-Marne. Au total, ce sont 52 communes qui sont concernées, pour une superficie de 270 km2. Le pilotage et l’animation du SAGE  sont assurés par le syndicat Marne Vive, qualifié de « structure porteuse », un syndicat mixte  créé en 1993.

## Navigation

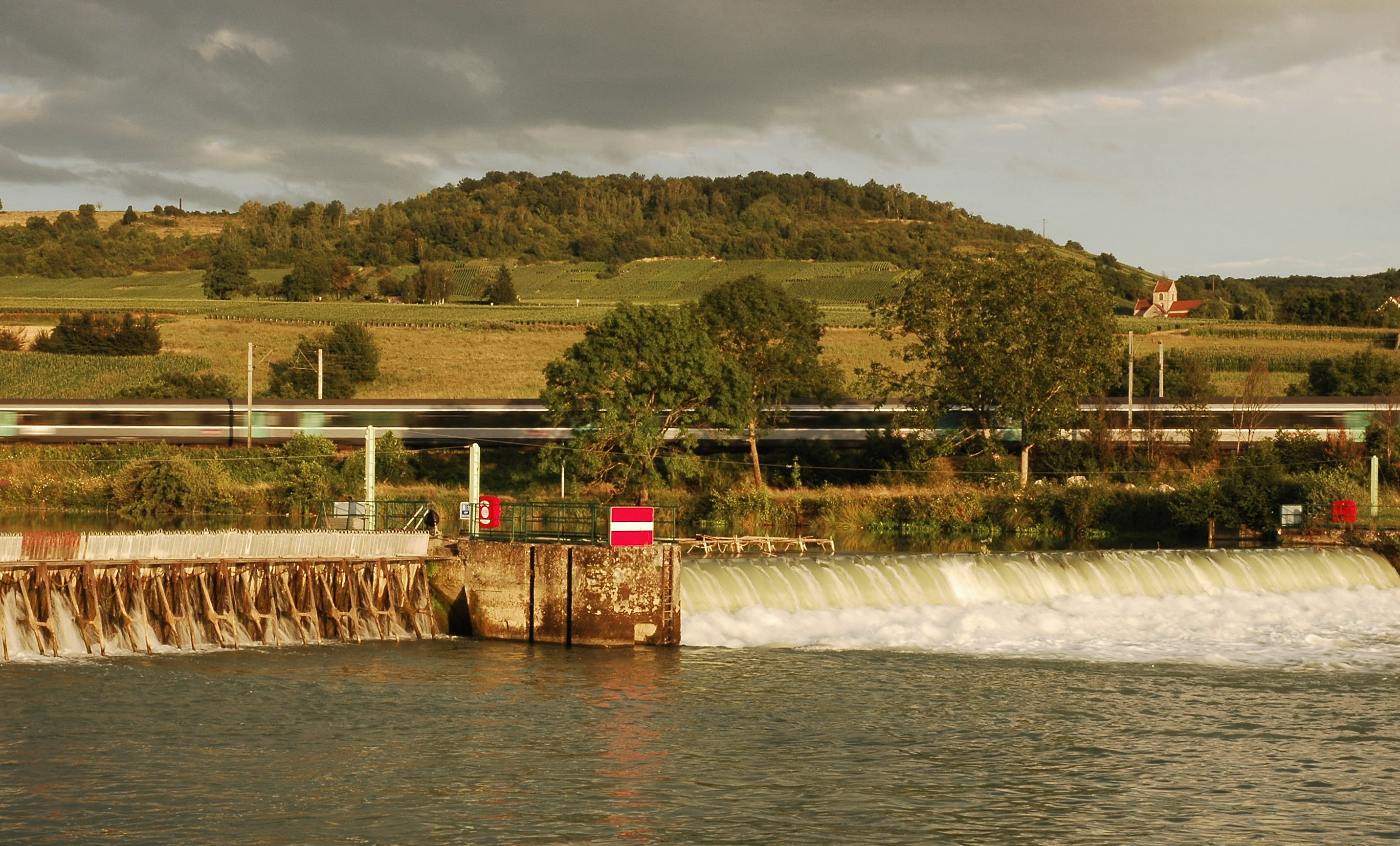
Écluse du bord de Marne aux environs de Dormans.

La Marne est classée navigable et canalisée sur 183 km depuis Épernay jusqu'à son confluent. Elle comporte 18 écluses de gabarit de 45 m sur 7,80 m d'Épernay à Neuilly-sur-Marne, de 100 m sur 11,40 m de Neuilly-sur-Marne à Saint-Maur et de 125 m sur 11,40 m de Bonneuil à la Seine.
Elle est connectée à l'Aisne par le Canal de l'Aisne à la Marne qui arrose Reims, et indirectement, par l'intermédiaire du Canal latéral à la Marne, au Rhin par le Canal de la Marne au Rhin et à la Saône par le Canal de la Marne à la Saône, tous au gabarit Freycinet.
Plusieurs canaux ont été mis en service pour couper les méandres de la rivière en Seine-et-Marne : le canal Cornillon (à Meaux) et le canal de Chalifert, long de 12,3 kilomètres (entre Meaux et Chalifert). La Marne n'est pas navigable entre Neuilly-sur-Marne et Vaires-sur-Marne, à cause du barrage de Noisiel situé près de l'ancienne chocolaterie Menier. Sur ce tronçon, la navigation passe par le canal de Chelles, parallèle à la rivière et long de 9,2 km environ. Le canal de Saint-Maur souterrain entre Joinville-le-Pont et Saint-Maurice coupe le méandre autour de Saint-Maur-des-Fossés.
Le canal de Saint-Maurice ouvert en 1864 entre le canal de Saint-Maur et le confluent avec la Seine sur une partie de la rivière difficilement navigable jusqu'au début du XXe siècle avant la construction d'une écluse a été remblayé vers 1950
La Marne présente la particularité de permettre à un bateau de parcourir intégralement sa vallée, jusqu'à passer presque sous sa source par la voûte de Balesmes. Cette source est toute proche de la grotte dans laquelle le rebelle gaulois Sabinus est réputé s'être réfugié en compagnie de sa femme pendant neuf ans, avant d'être capturé par les Romains. En fait la légende qui dit que Sabinus s'est caché dans la grotte qui surplombe la source de la Marne à Balesmes sur Marne, en compagnie de sa femme Éponine n'est étayée par aucun écrit ni trace réelle tangible. D'ailleurs à l'entrée de la grotte on peut y lire cette information en point d'interrogation. Mais il plaît aux Haut-Marnais du sud de perpétuer cette légende à la gloire du rebelle gaulois.

## Aménagements cyclables
La Marne est longée par plusieurs voies vertes.
- Du confluent avec la Seine à Charenton jusqu'à Joinville-le-Pont (3 km en rive droite).
- De Joinville-le-Pont à Noisiel (16 km en rive gauche).
- De Dormans à Dizy, voie verte de la Vallée de la Marne (27 km en rive droite) qui se prolonge le long du canal latéral.

## Dans les arts

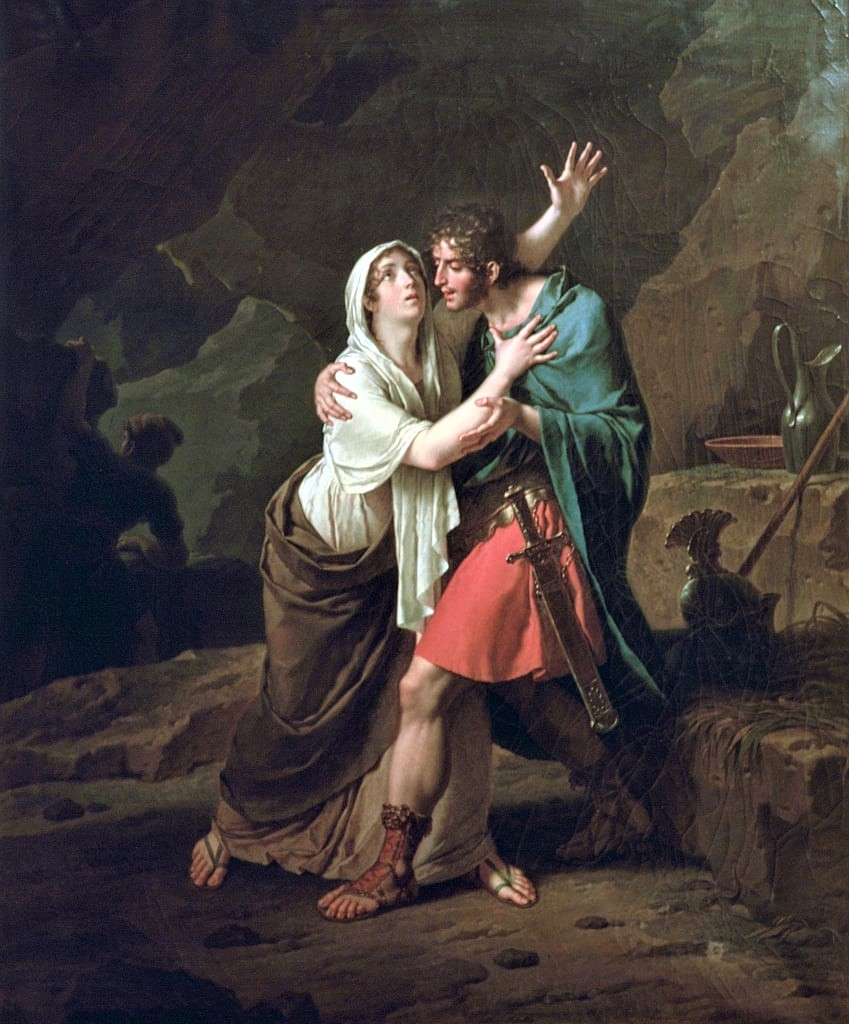
La Grotte de Sabinus par Monsiau.
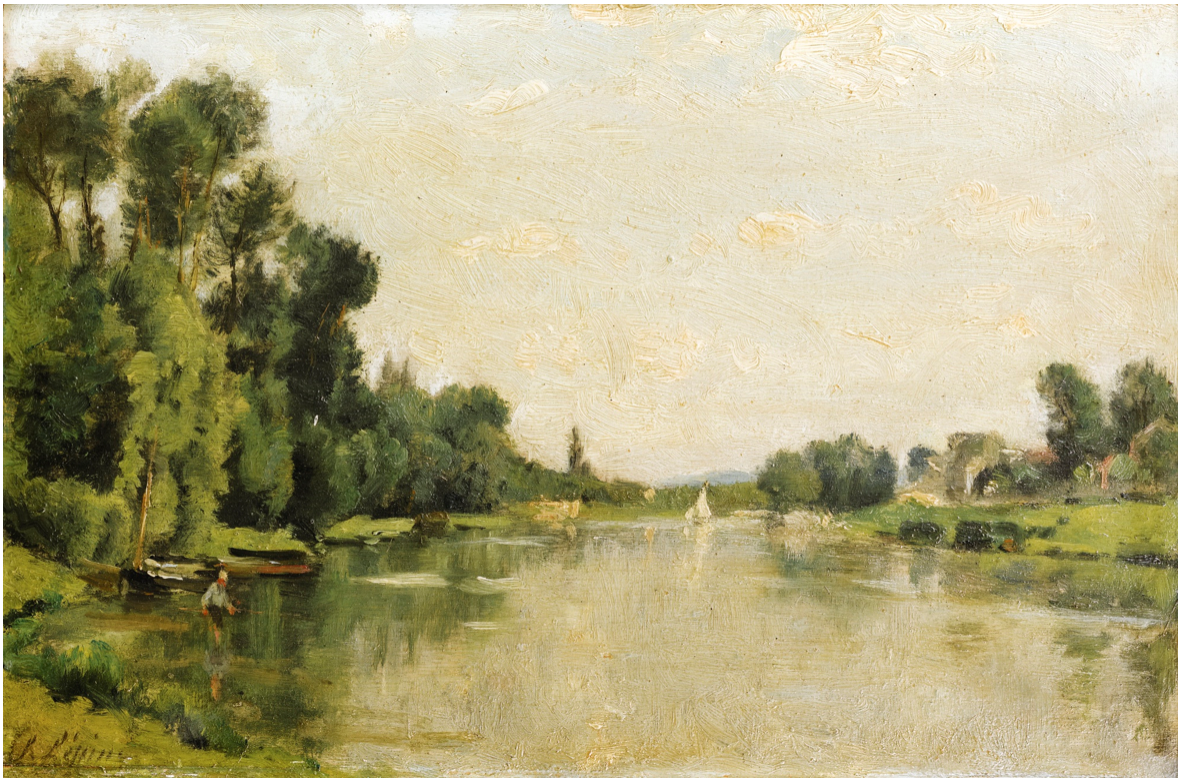
La Marne entre Créteil et Saint-Maur Stanislas Lépine Collection privée, Vente 2018.
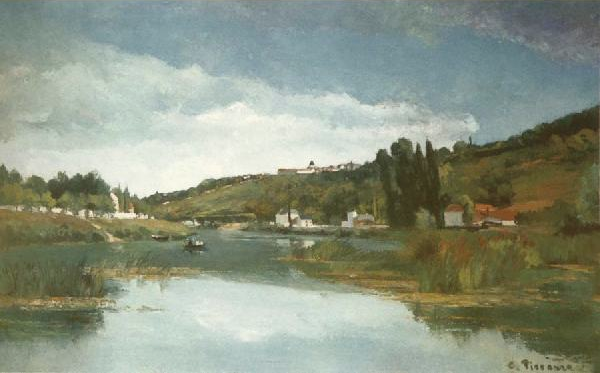
Par Pissarro (1864-65) à Chennevières.
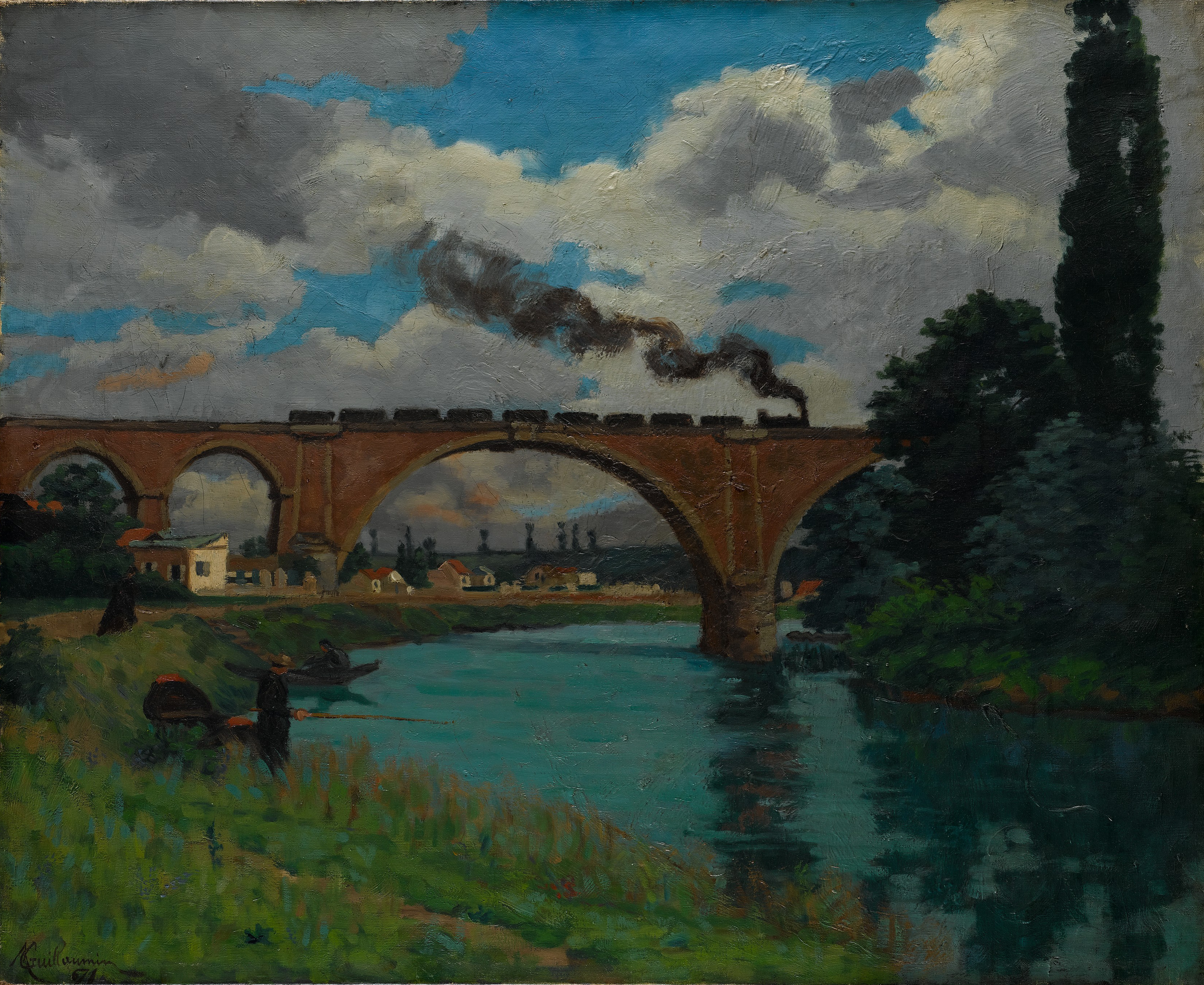
Pont ferroviaire au-dessus de la Marne à Joinville Armand Guillaumin, 1871-1875 New York, Metropolitan Museum of Art.
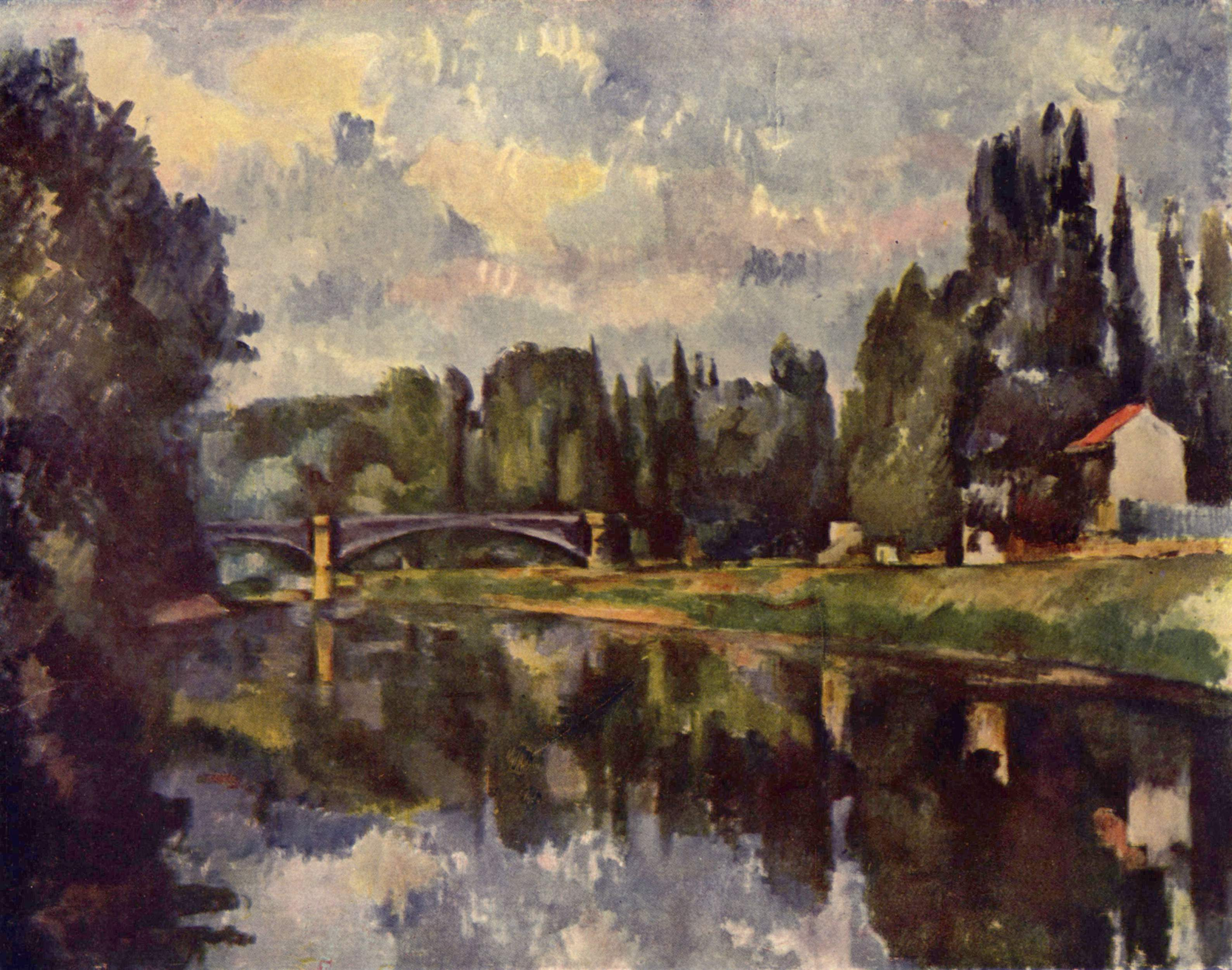
Paul Cézanne, Les Bords de la Marne (1888), musée Pouchkine de Moscou.
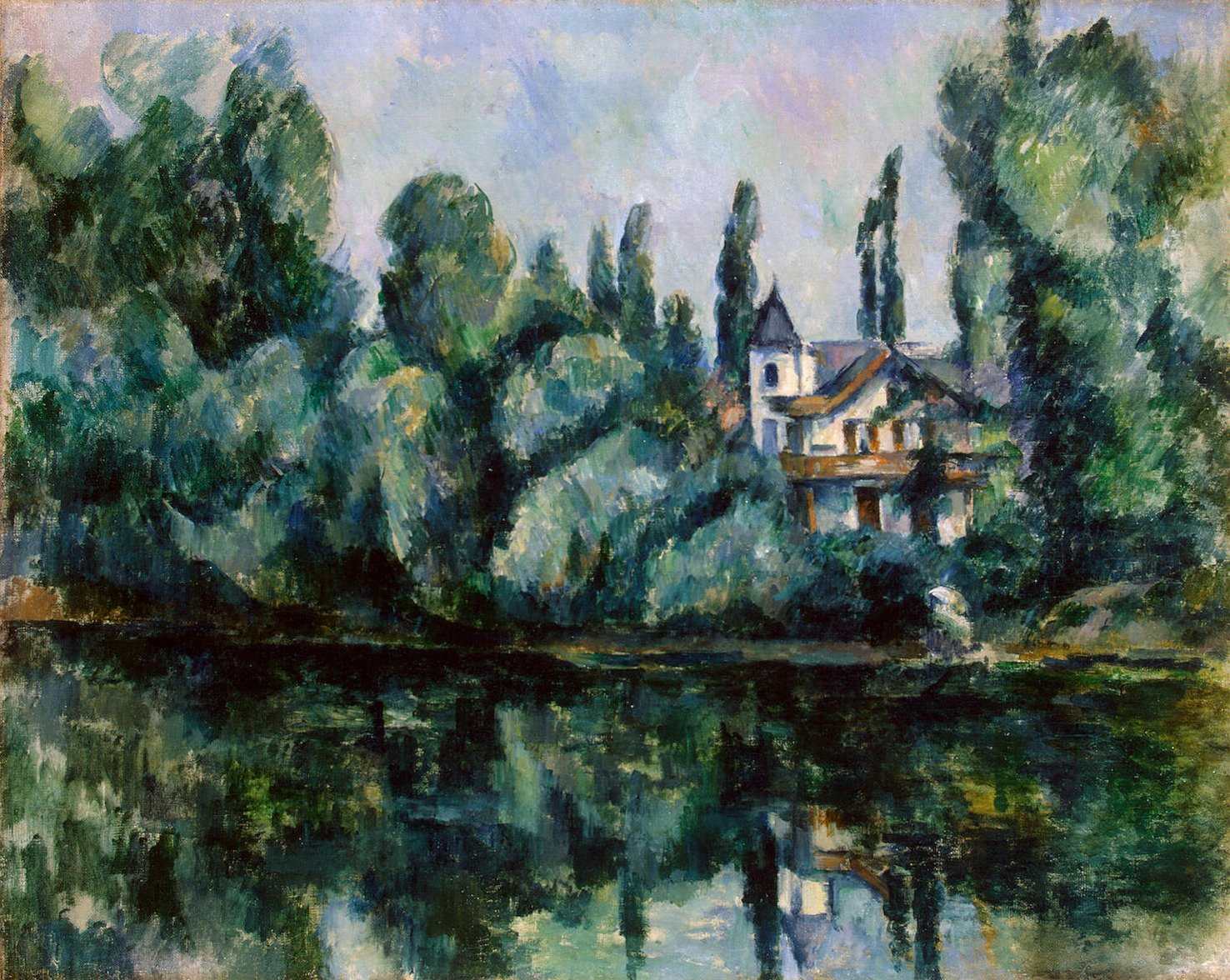
Paul Cézanne, Les Rives de la Marne, vers 1888, musée de l'Ermitage de Saint-Pétersbourg.
Bords de Marne à Charenton Armand Guillaumin, vers 1895 Cleveland Museum of Art.
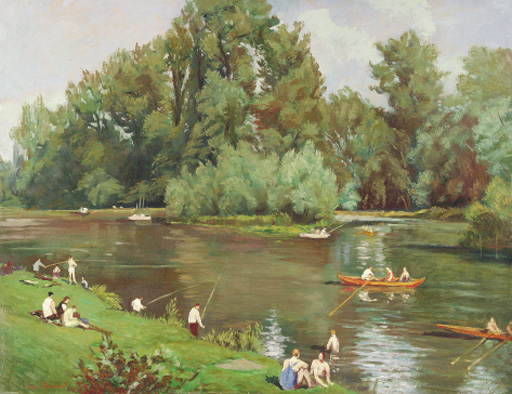
Par Émile Bernard, 1932.

Au XIXe et au XXe siècle, les rives de la Marne ont inspiré de nombreux peintres :
- Émile Bernard
- Maurice Boitel (Site consacré à l'œuvre de Maurice Boitel)
- Paul Cézanne
- Camille Corot
- Raoul Dufy
- André Dunoyer de Segonzac
- Stanislas Lépine (1835-1892)
- Albert Marquet
- Nicolas-André Monsiau
- Camille Pissarro
- Henri Rousseau, dit « Le Douanier Rousseau »
- Maxime Secqueville
- Louis Vuillermoz

## Galerie

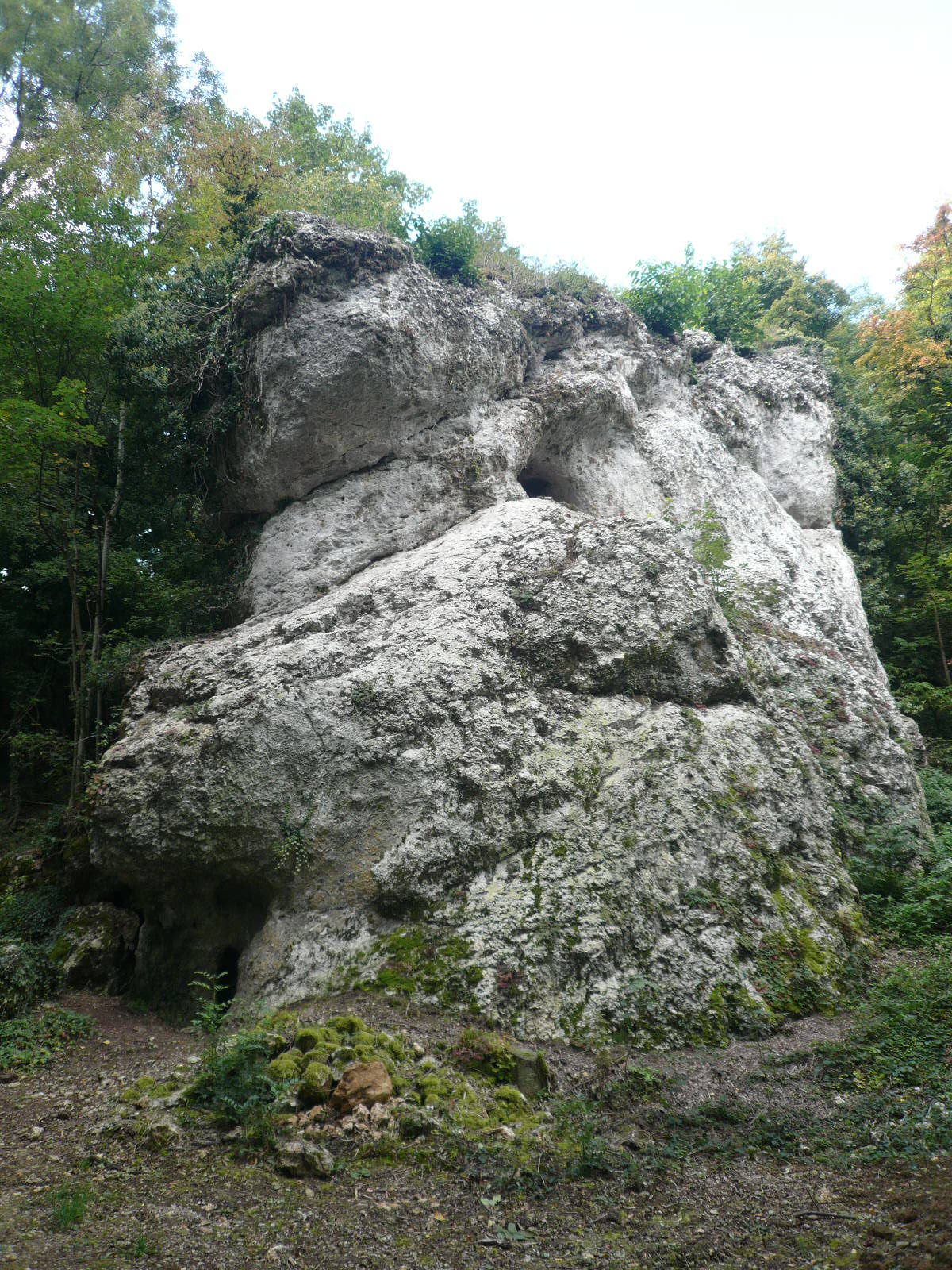
Roche avec deux anciens lits de la Marne.
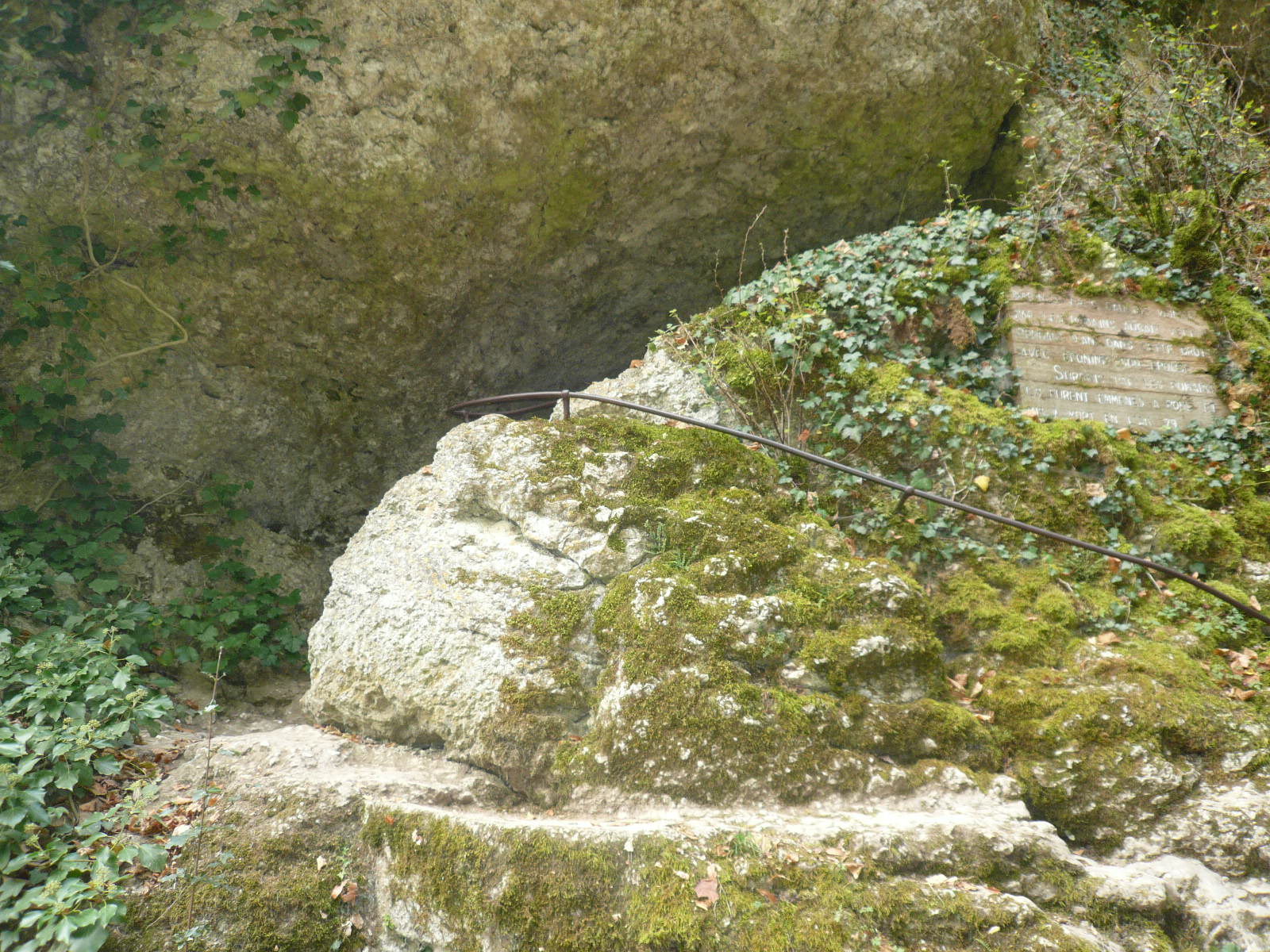
Grotte de Sabinus.
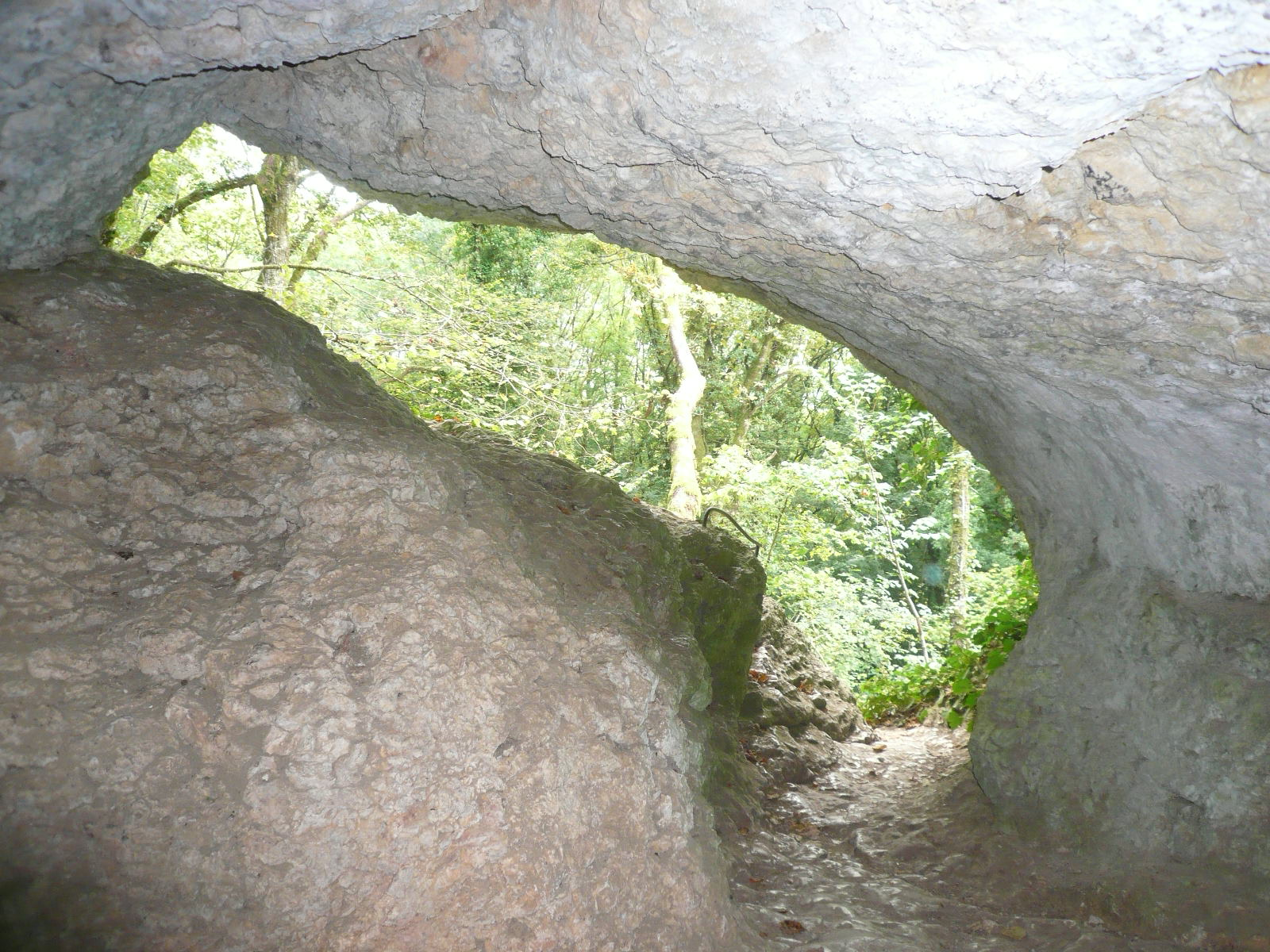
Grotte de Sabinus vue d'intérieur.
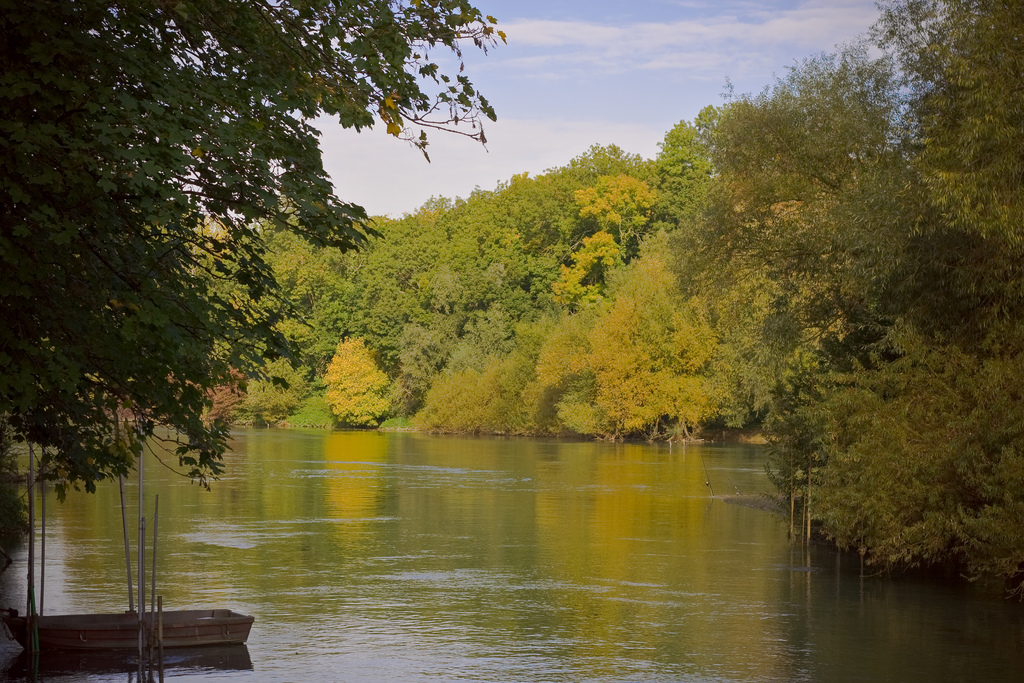
La Marne à Noisiel.
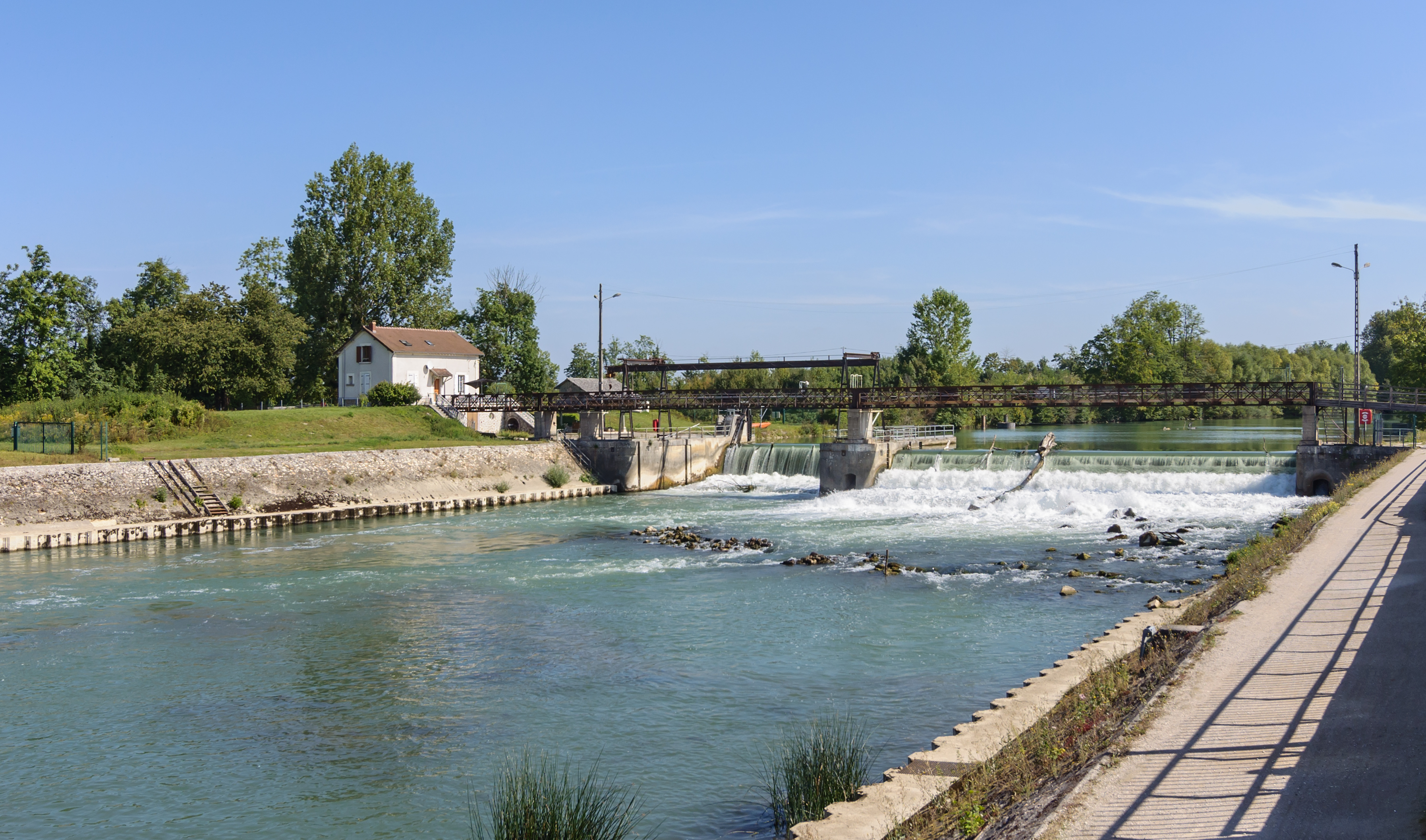
Barrage de Noisiel.
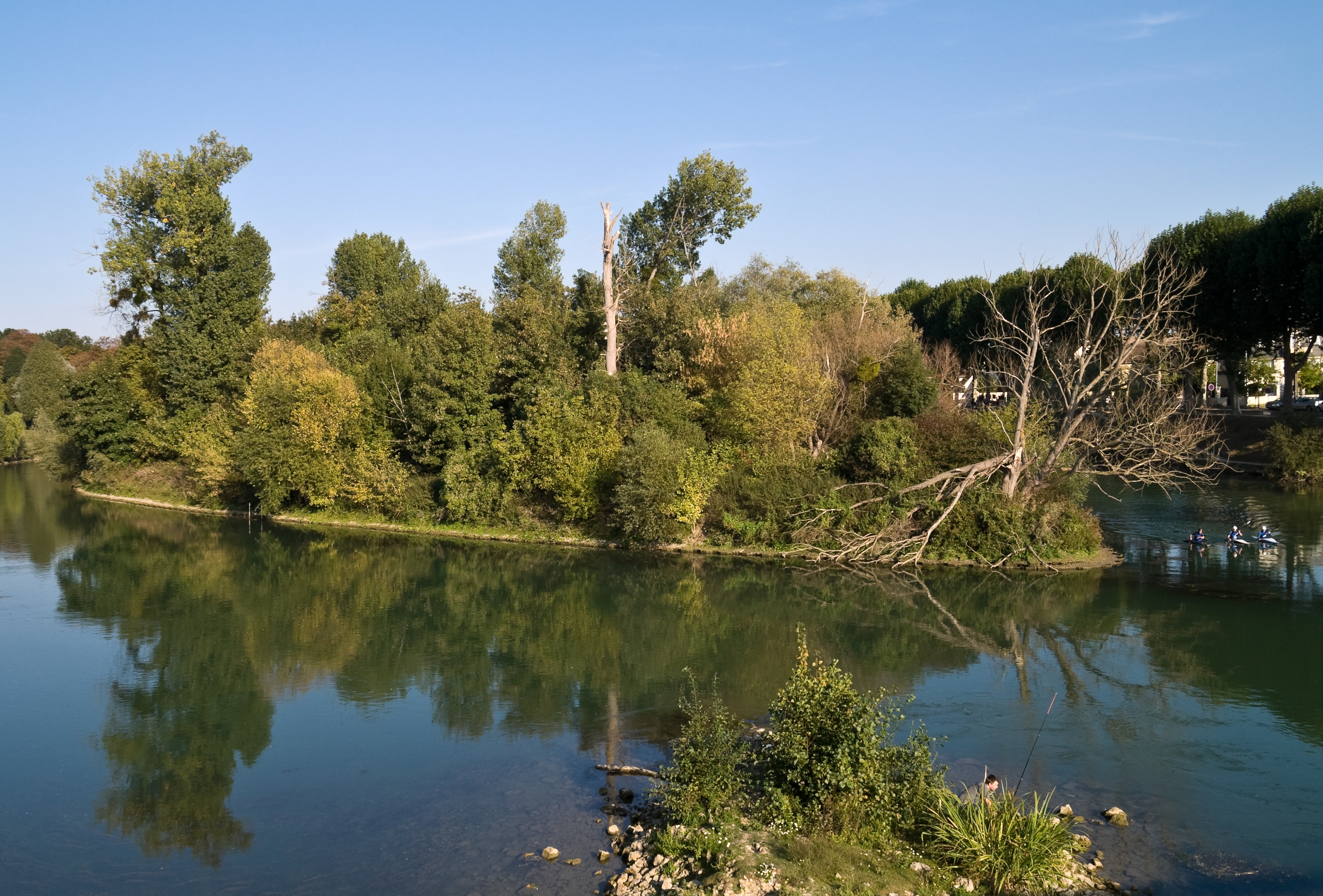
Dans la réserve naturelle régionale des îles de Chelles.
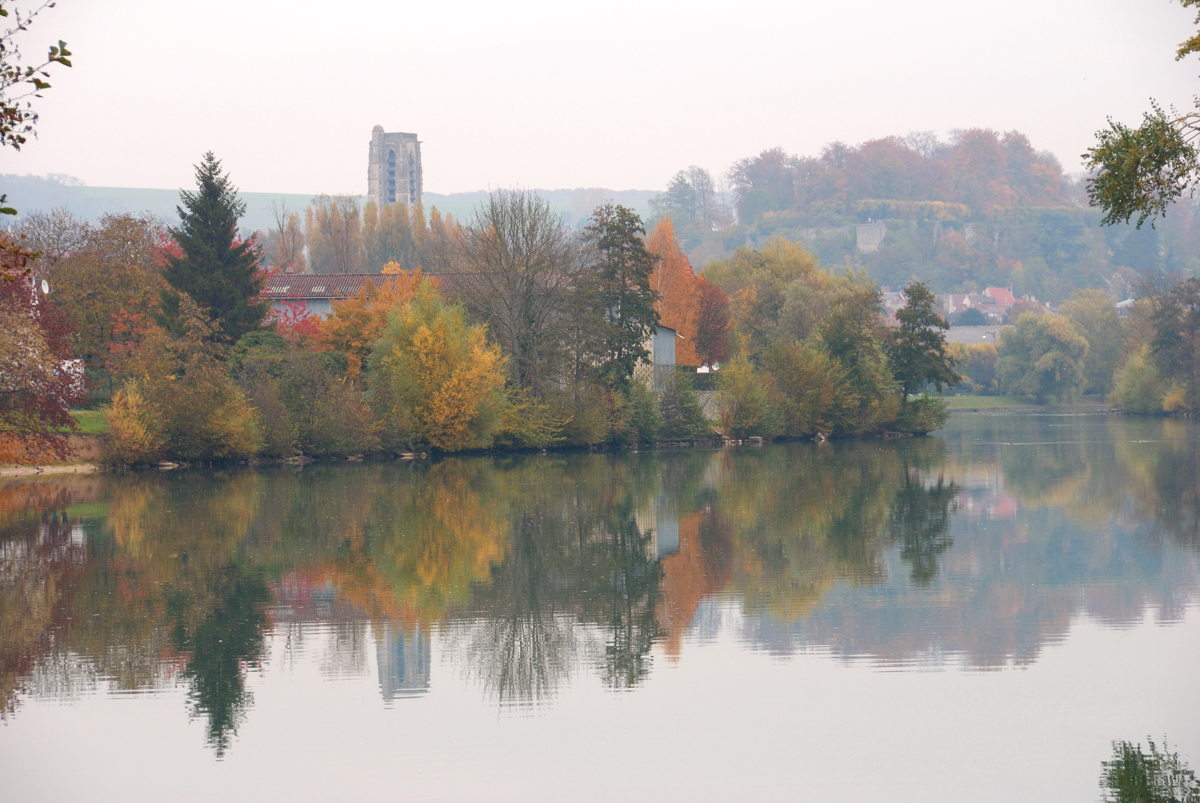
La Marne à Château-Thierry.
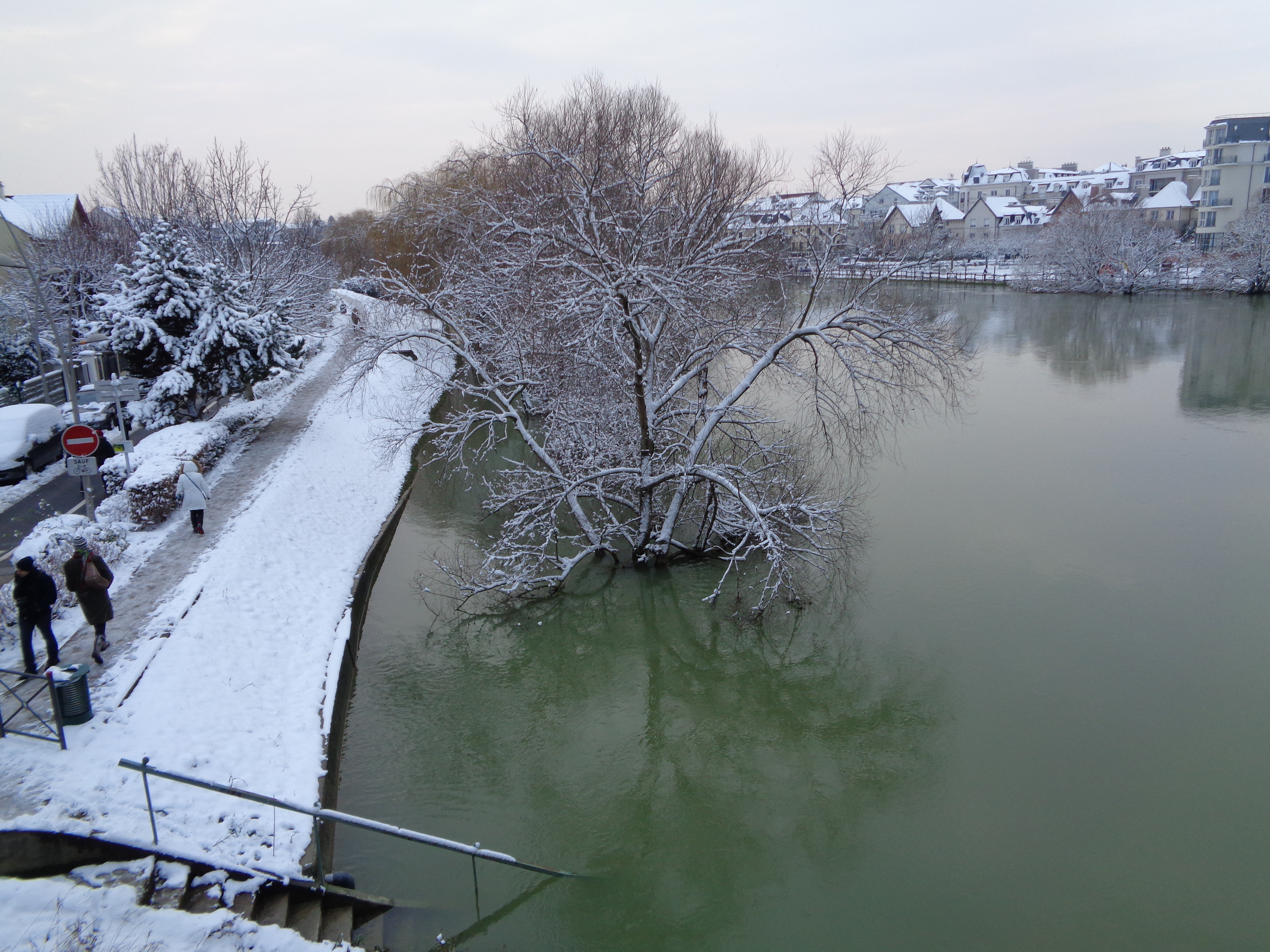
Crue de la Marne sous la neige à Bry-sur-Marne en février 2018.
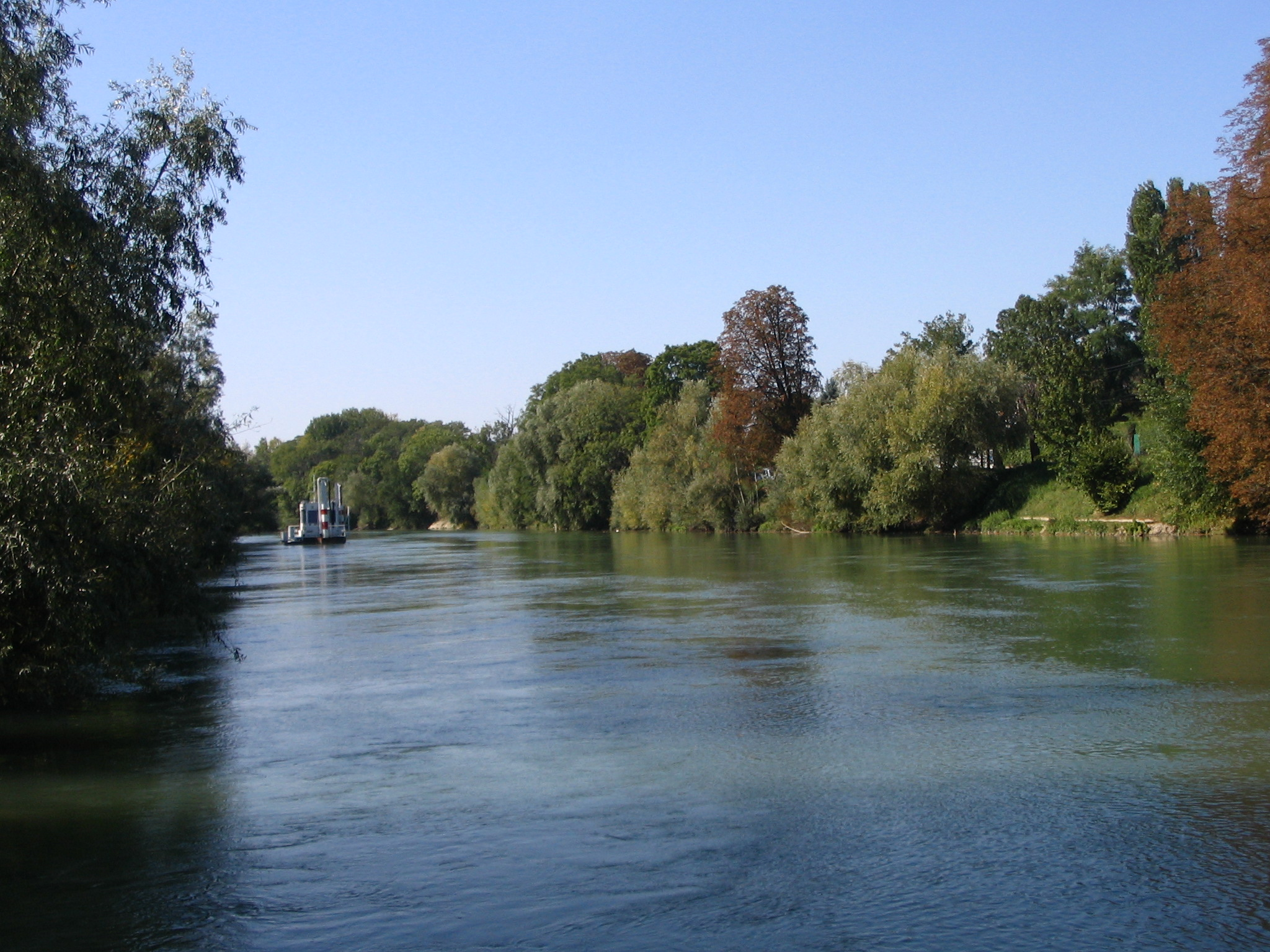
La Marne traversant la commune de Gournay-sur-Marne.
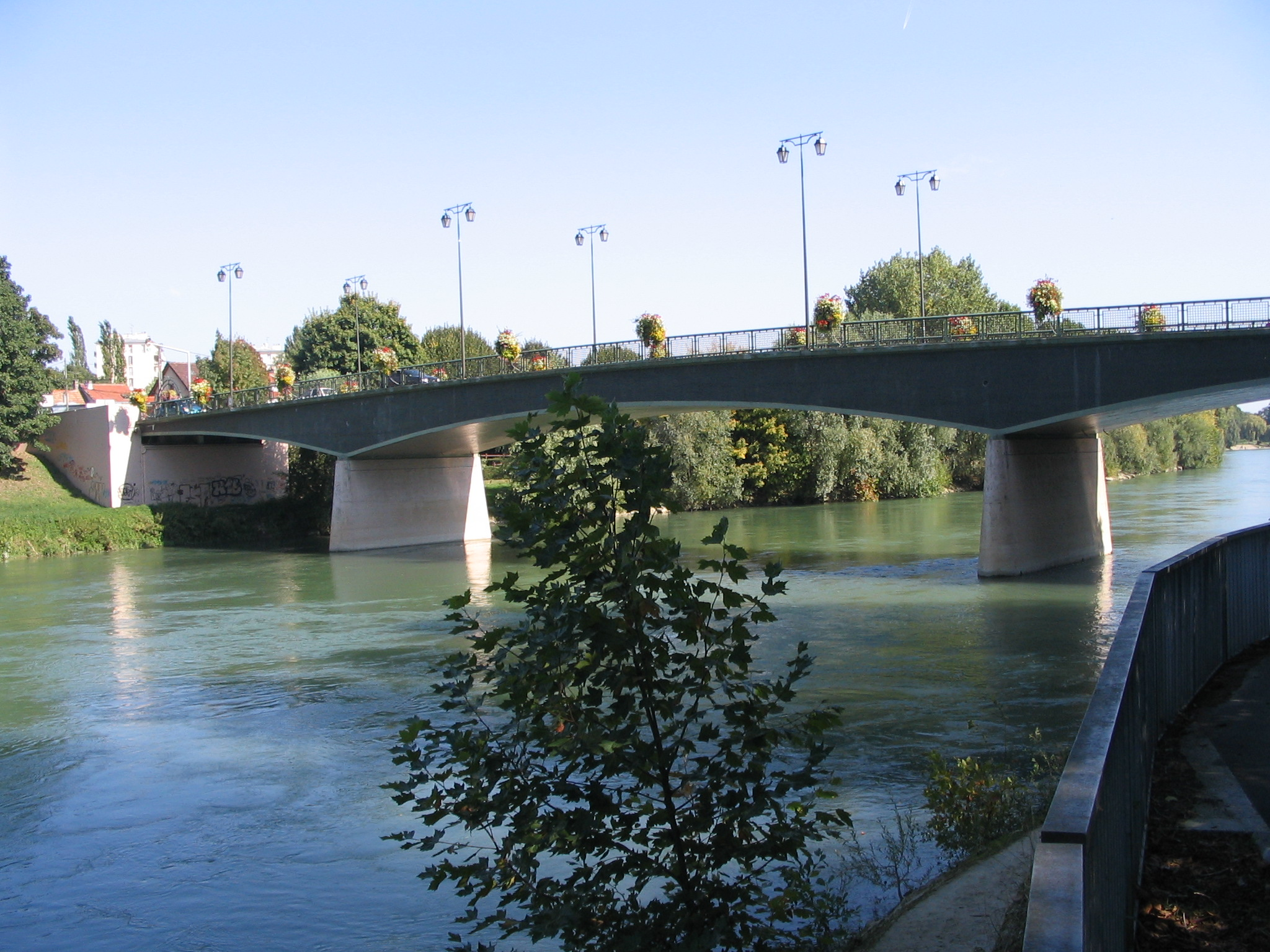
Pont Charles-de-Gaulle à Gournay-sur-Marne.
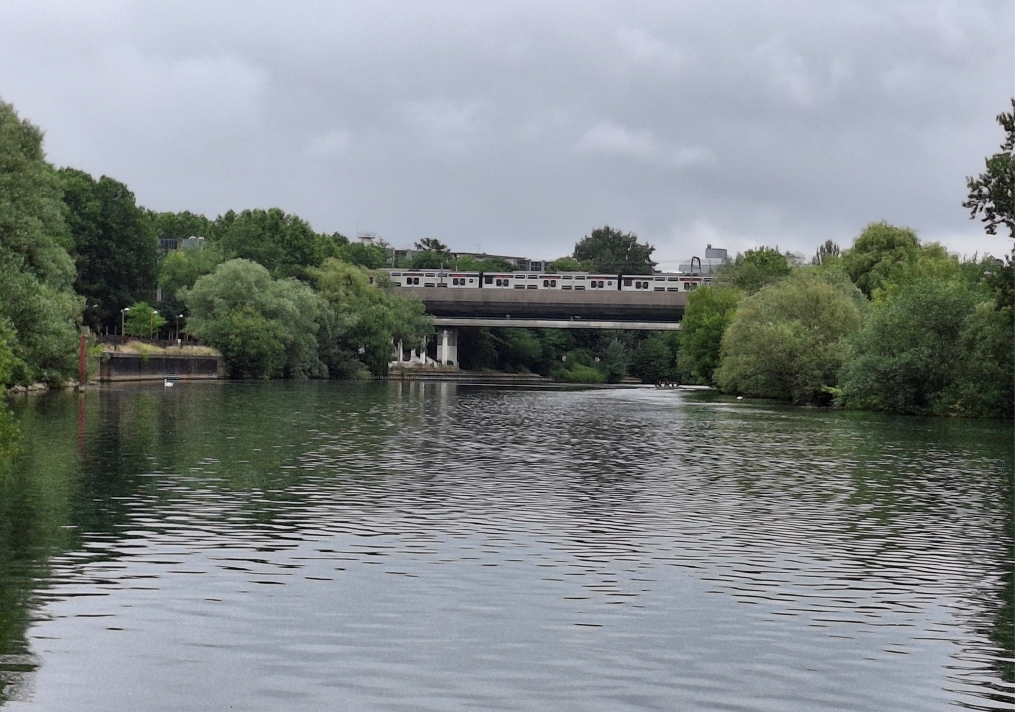
Le RER A traversant la Marne pour entrer en gare de Neuilly-Plaisance, depuis la gare de Bry-sur-Marne.
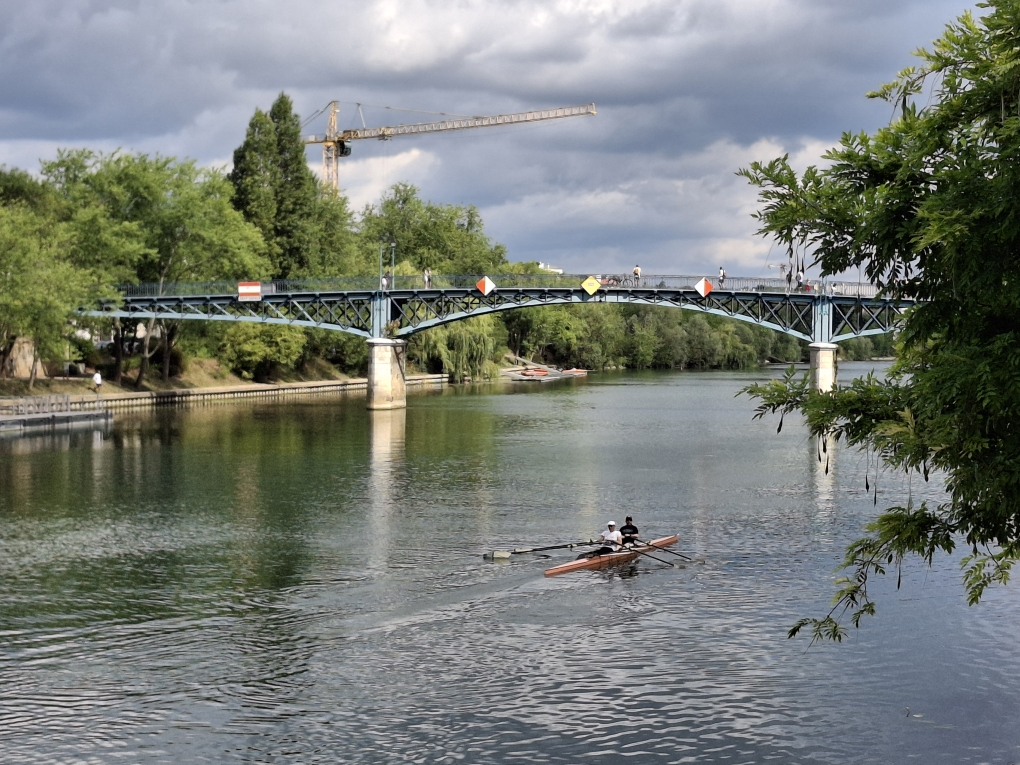
La passerelle de Bry-sur-Marne un matin de juillet.